# Aerangis fastuosa
Espèce
Aerangis fastuosa est une espèce d'orchidée épiphyte originaire de Madagascar.

## Synonymes
- Angraecum fastuosum Rchb.f. (1881) (Basionyme)
- Angorchis fastuosa (Rchb.f.) Kuntze (1891)
- Rhaphidorhynchus fastuosus (Rchb.f.) Finet (1907)

## Distribution
Aerangis fastuosa se rencontre dans les forêts de transition de Madagascar entre les plaines côtières et le plateau central à des altitudes comprises entre 1000 et 1500 m.

## Illustrations

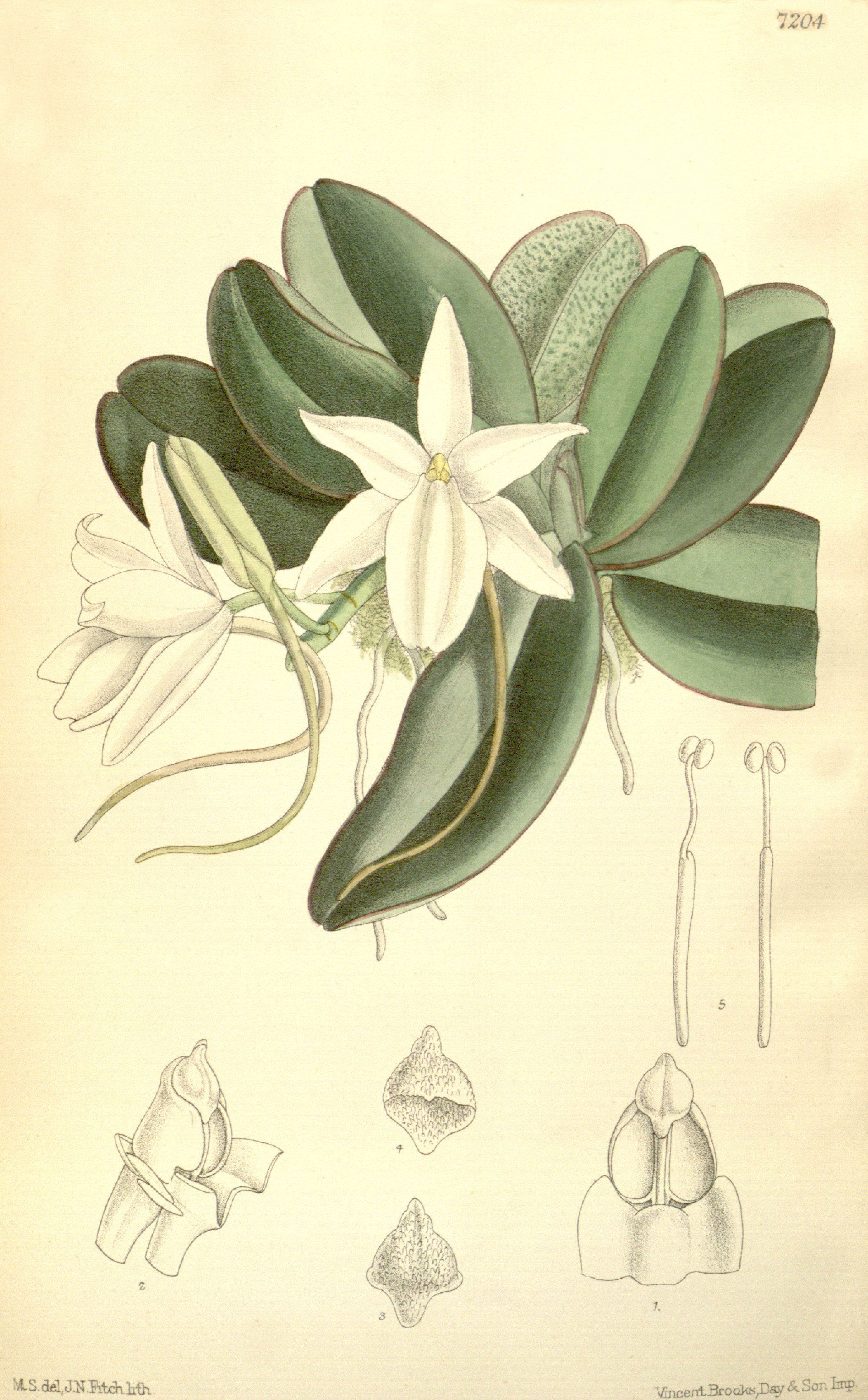
Angraecum fastuosa Curtis's Botanical Magazine 1891